# Man Ray
Man Ray (Filadèlfia, 27 d'agost del 1890 - París, 18 de novembre del 1976) fou un artista estatunidenc d'origen jueu rus, nascut amb el nom d'Emmanuel Radnitzky, Rudnitzky o –menys probable– Rudzitsky. Gràcies a ell podem disfrutar de les fotografies en els espais d'art, ja que va introduir en la disciplina fotográfica corrents com el dadaísme o el surrealisme d'avantguarda, propis de la pintura o el cinema.
No és un fotògraf conegut entre les figures dels aficionats en l'àmbit de la fotografia, però va tenir un paper molt important en la història del món fotogràfic.

## Biografia
Comença a pintar a l'edat de cinc anys i dos anys després es trasllada a Brooklyn amb la seva família, on va a escola. Rep una beca per a estudiar Arquitectura i la rebutja, igual que la idea d'una educació acadèmica. A Nova York, treballa com a gravador i en una agència de publicitat, alhora que assisteix a les classes nocturnes de la National Academy of Design. Els seus primers contactes amb l'avantguarda novaiorquesa es produïxen en les seves visites a la galeria d'Alfred Stieglitz i en les tertúlies dels Arensberg.
El 1914, es casa amb Adon Lacroix, una poeta belga. La seva primera exposició individual té lloc en la Daniel Gallery de Nova York, el 1915.
Funda, al costat de Marcel Duchamp i Francis Picabia, el dadaisme novaiorquès. El 1918, treballa amb aerògrafs sobre paper fotogràfic i, el 1920, amb K. Dreier i Duchamp, funda la Société Anonyme, una companyia des de la qual gestionen tot tipus d'activitats d'avantguarda (exposicions, publicacions, instal·lacions, pel·lícules, conferències, etc.)
Dos anys després, s'instal·la a París fins al 1940, on centralitza el dadaisme parisenc. Davant la impossibilitat de vendre la seva obra, Man Ray torna a la fotografia. Les seves primeres obres experimentals són els Rayographs del 1921, imatges fotogràfiques fetes sense càmera (imatges abstractes obtingudes amb objectes exposats sobre un paper sensible a la llum i després revelat). També fa retrats; de fet, es converteix en fotògraf retratista de personalitats de la cultura.
Cap a finals dels anys vint, comença a realitzar pel·lícules d'avantguarda, com l'Estel de Mar (1927). Fa objectes dadaistes com Object to be Destroyed, del 1923, un metrònom amb la fotografia d'un ull agafat a l'agulla. Quan el surrealisme se separa del dadaisme el 1924, Ray és un dels seus fundadors i està inclòs en la primera exposició surrealista a la Galeria Pierre de París el 1925.
Inspirat per la seva model i amant, Alice Prin, coneguda com a Kiki de Montparnasse, fa Le Violon d'Ingres (1924). En els anys trenta, publica diversos volums de fotografies.

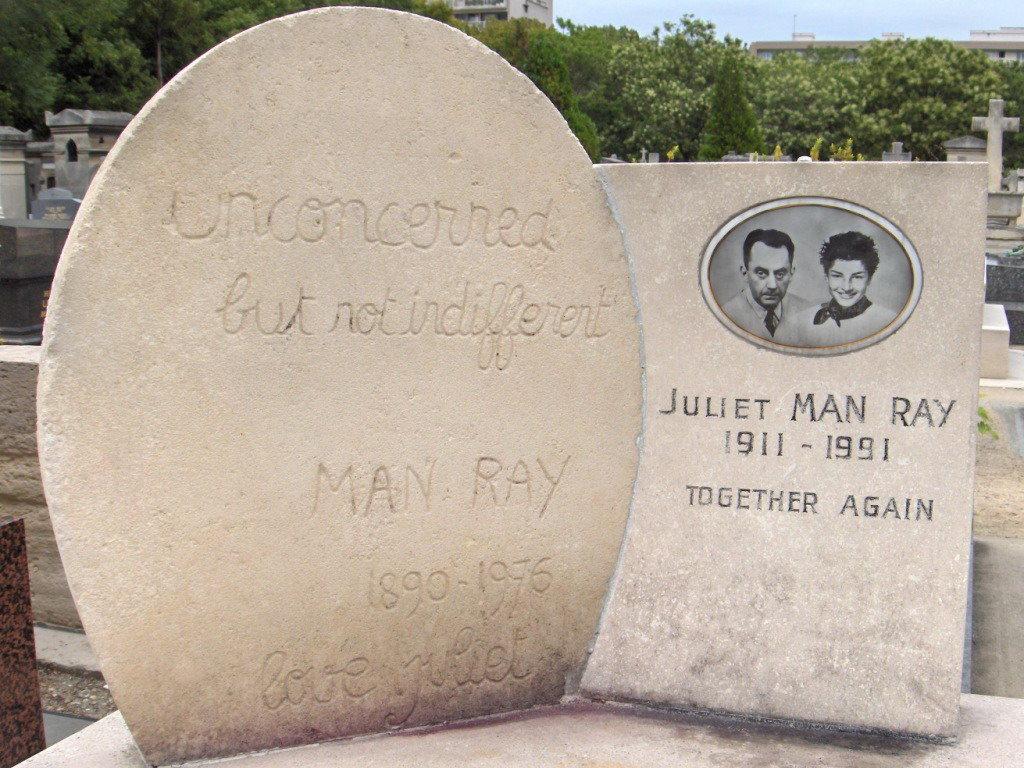
Tomba de Man Ray.

El 1936, la seva obra està present en l'exposició Art Fantàstic, Dadà i Surrealisme del Museu d'Art Modern de Nova York.
El 1940, escapant de l'ocupació nazi de París, s'instal·là a Hollywood i a Nova York, fins que l'any 1951 va tornar a França. Durant la seva estada a Califòrnia, es guanya la vida ensenyant com a professor.
El 1963, publica la seva Autobiografia. Abans de morir, el Metropolitan Museum de Nova York li dedica una retrospectiva a la seva obra fotogràfica (1973). Mor el 18 de novembre del 1976, a París.

## Obra
La fèrtil producció de Ray eludeix categoritzacions netes i reflecteix la seva àgil i humorística sensibilitat. Entre pintures i fotografies, cal incloure pel·lícules, objectes, collages, obra gràfica, dibuixos, disseny publicitari i moda. Com a pioner del dadà i del surrealisme, la seva aproximació es caracteritza per l'irracional i l'incongruent, provocant erotisme i escàndol.

## Rayogrames
El 1922 Man Ray comença a experimentar col·locant objectes tridimensionals opacs i translúcids sobre paper fotogràfic, al que anomena rayograma, derivat del seu pseudònim. El rayograma consistia a captar la silueta de petits objectes quotidians que Man Ray tenia al laboratori (tisores, llumins, botons, llapis, etc.) directament sobre el paper en intervenir-hi per atzar la llum.
Els seus rayogrames es caracteritzen per la utilització d'uns objectes determinats. No usava de naturals, sinó tot al contrari: buscava aquells objectes artificials amb contorns ben definits (gots, claus, coladors, vidres), ja que, a diferència d'altres artistes, Man Ray volia que els objectes fossin reconeixibles.
Al mateix any, 1922, publicà l'àlbum Champs délicieux, on recull els seus primer rayogrames. Aquesta tècnica li va donar una gran reputació a la seva exposició Rayographs a la Julien Levy Gallery de Nova York el 1932.
Man Ray, des del seu instint poètic per la vida, crea una nova manera de veure l'objecte, immaterial, alhora que metafísica. De l'objecte se'ns dona només el seu esquelet, vist a través d'ombres i transparències, i a escala real. En els rayogrames, Man Ray estampa la relació filosòfica entre objecte i imatge, amb la dimensió real, sense intermediaris, ni tan sols l'ull de la càmera, mostrant-nos l'ànima de les coses.

## Lee Miller
Actriu nord-americana (Poughkeepsie-Nova York, 1907). Quan tenia 8 anys, va patir un trauma que no va saber mai superar: va ser violada. Va treballar com a model publicitaria amb alguns dels millors fotògrafs del seu temps, com per exemple, Edward Steichen. Miller va ser la primera dona en aparèixer en un anunci de tampons l'any 1928. A conseqüència d'aquest anunci, va ser atacada i criticada, ja que la menstruació era un tema tabú del qual mai abans se n'havia parlat en cap mitjà de comunicació. Van ser la parella de moda en el París de les avantguardes. El 1929 es va mudar a París, i allí va conèixer a Man Ray i es van convertir en la parella de moda del París d'avantguarda. Es relacionaven amb figures molt importants dins del món de l'art, com Pablo Picasso, Dora Maar, Max Ernst, Alexander Calder o Le Corbusier.

### Inspiració mútua
Miller, que volia estudiar cinema, va aconseguir que Ray l'acceptés com a primera aprenent i trenqués amb la seva norma inflexible de no acceptar-ne.

## Cita
"La recerca de la llibertat i el plaer; això ocupa tot el meu art". Man Ray.